# Procesión del Santo Entierro de Tarragona

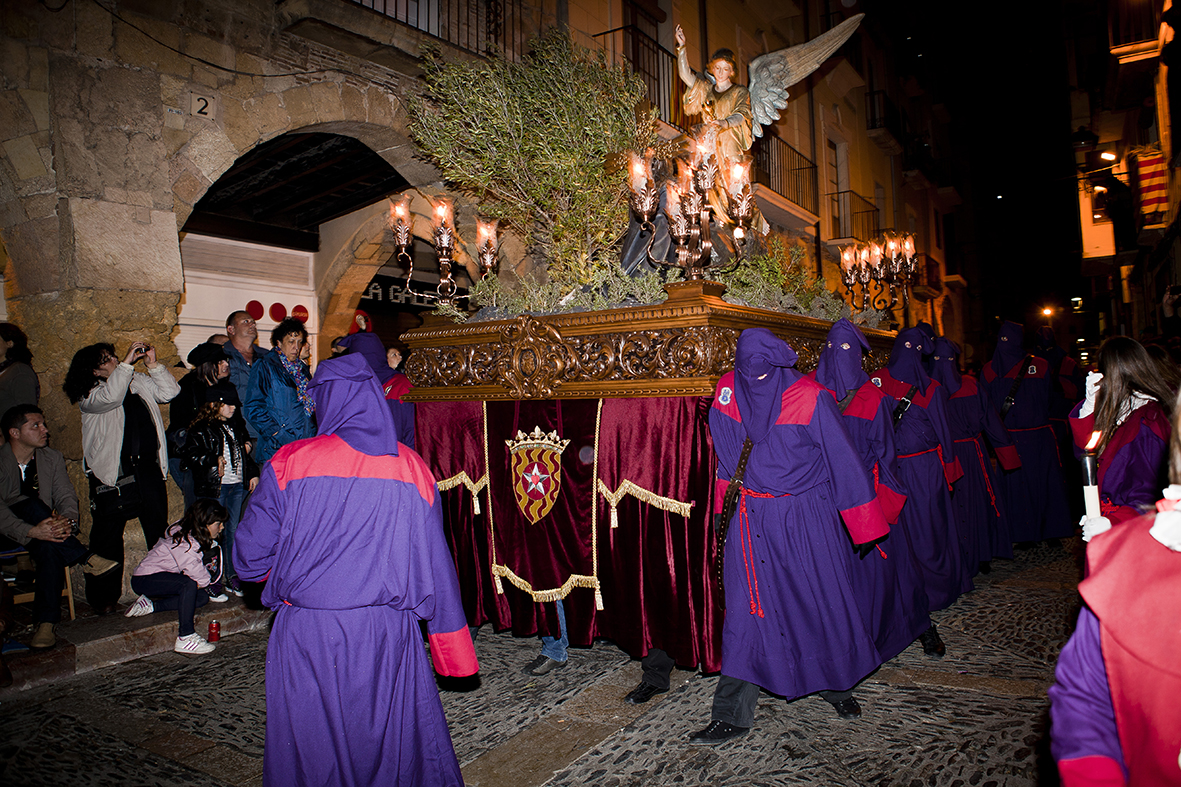
Foto del 2013.

La procesión del Santo Entierro de Tarragona es uno de los actos de la Semana Santa de Tarragona, consistente en una procesión que empieza y acaba en la Iglesia de Nazaret, haciendo un amplio recorrido por el centro histórico de Tarragona. Declarada Elemento Festivo Patrimonial de Interés Nacional por la Generalitat de Cataluña, más de 30.000 espectadores se aglutinan por las calles de la Parte Alta para presenciar en silencio el que el poeta Salvador Espriu bautizó cómo “La Muerte andada”.
Se inicia siempre en la Plaza del Rey y pasa entre otros por el Paseo de San Antonio, Portal de San Antonio, Plaza de San Antonio, Descalzos, Arco de Sant Lorenzo, Plaza del Palacio, Virgen del Claustro, Escribanías Viejas, Plaza de la Catedral, Las Cocas, Padre Iglesias, Mercería, Plaza de las Coles, Mayor, Bajada Misericordia, Plaza de la Fuente, San Fructuoso, Conde de Ríos, Rambla Nueva, San Agustín, Rambla Vieja, San Oleguer, Bajada Pescadería para acabar donde había empezado, en la Plaza del Rey. En la procesión  participan los Armados de la Real y Venerable Congregación de la Purísima Sangre de Nuestro Señor Jesucristo de Tarragona, los penitentes y las doce cofradías y asociaciones que acompañan los respectivos pasos: veinte en total.
El protocolo de la Procesión sigue un orden marcado por el guion y la tradición: cada cofradía tiene su posición en la procesión y es responsable de llevar uno o más pasos; son los miembros de cada cofradía quien cargan la imagen que simboliza un episodio de la pasión y muerte de Jesucristo. Muchos de estos pasos fueron destruidos durante la guerra civil española, y se tuvieron que construir de nuevo. Más de 3.000 personas colaboran de manera directa en la Procesión popular si contamos todos participantes e integrantes de las bandas de música.

## Historia
La procesión del Santo Entierro se enmarca dentro de los actos de la Semana Santa tarraconense. Es el único acto conjunto de todas las asociaciones religiosas tarraconenses y recrea la Pasión y Muerte de Jesucristo. Acontece una de las manifestaciones de religiosidad popular más relevantes de la ciudad. La Semana Santa a Tarragona está ligada de manera indisoluble a la Real y Venerable Congregación de la Purísima Sangre de Nuestro Señor Jesucristo fundada el 1545. La Congregación es la creadora y organizadora de la Procesión desde sus orígenes, que según Salvat y Bové fecha de 1550, cuando el desfile religioso se celebraba el jueves con el nombre de Procesión General de Jueves Santo. En el siglo XVII , las epidemias y guerras, especialmente la de los Segadores, sumen la cofradía en un estado precario, a pesar del cual consigue sobrevivir. Durante este periodo se fundan nuevos gremios en la ciudad y se amplían las cofradías. Esta tendencia sigue a lo largo del siglo XVIII , con la incorporación de nuevos pasos a la procesión. Llegados al siglo XIX , la Guerra de la Independencia convulsiona la ciudad, la miseria y las epidemias, dejan secuelas importantes en todos los estamentos ciudadanos y la procesión deja de salir entre 1809 y 1814 Coincidiendo con la reforma de estatutos del año 1858 presentada al arzobispo Dr. Costa y Borràs, se dispone trasladar la Procesión al Viernes Santo, quedando definitivamente instaurada este día. La implementación de las reformas significa también la prohibición de las cadenas que arrastraban los penitentes, la supresión de los pregoneros que anunciaban los pasos e indulgencias de Semana Santa y las cruces pesadas. Los personajes bíblicos humanos que salían a la procesión también se ven afectados mientras que los armados se mantienen. Aun así se prohibía la asistencia a la procesión de las mujeres y los niños menores de 7 años, “las primeras porque daba margen al escándalo y los según entorpecían la marcha de la procesión”. Todo este conjunto de medidas adoptadas representan uno de los cambios más importantes que habrá sufrido la Procesión tarraconense en todos los tiempos.
A finales de siglo, la situación política -proclamación de la I República-, genera controversia y durante años se producen incidentes durante la procesión. El 1886 la procesión define la esencia del recorrido que llega hasta nuestros días. Ha sido un siglo de cambios y de renovación de cofradías y gremios; de definición de usos y costumbres. Con la llegada del siglo XX, se fundan nuevas cofradías se tallan nuevos misterios y la Semana Santa obtiene fama y reconocimiento, se editan folletos y carteles y se hace una gran difusión de la Procesión tarraconense. El 14 de abril de 1933, día de la proclamación de la II República, cae en Viernes Santo y la Procesión no se celebra ni tampoco el año siguiente. La guerra civil significa otro paréntesis forzado en la vida de la procesión y las agrupaciones se quedan sin el patrimonio de siglos. Se queman numerosos pasos, vestimentas, enseres, documentos...
A partir de 1940, los esfuerzos de recuperación son importantes: los nuevos pasos vuelven a salir a la calle y se crean nuevas hermandades. Durante gran parte del siglo XX , la Procesión vive una larga etapa de resurgimiento que se ha perpetuado, en esencia, hasta nuestros días.
La Procesión a lo largo de estos siglos solo se ha visto interrumpida por las guerras: Guerra de los Segadores (1640-1652), Guerra de la Independencia (1809-1814); Guerra Carlista, el 1838; suspensión durante la I (1873) y II República (1932 a 1934) y durante la Guerra Civil Española entre 1936 y 1939; por situaciones de miseria (1802, 1823); por las lluvias (1822, 1826, 1865, 1874, 1969, 2002) y por la pandemia de la covid-19 (2020 y 2021).

## Descripción
Los armados, los pasos, los penitentes, la música y las banderas, son los elementos tradicionales que configuran la Procesión.
1- Cohorte Romana formada por los Armados de la Real y Venerable Congregación de la Purísima Sangre de Nuestro Señor Jesucristo. Su presencia está documentada desde el 1758 -según una acta de la Junta de Congregación de la Sangre.
La tarde de Viernes Santo,los Armados inician la recogida de los Misterios de todas las asociaciones por diferentes localizaciones de la ciudad y los llevan hasta la Plaza del Rey.
Los Armados destacan por su imagen solemne durante los diversos acatamientos  la tarde de Viernes Santo y #cuándo realizan los “pases” durante la Procesión: reverencia, pasada de uno, pasada de dos, formación y pase de cuatro, cruzamiento y cadena, golpeando con fuerza las lanzas a tierra.
Al atardecer, empieza el acto procesional más solemne de la Semana Santa a Tarragona. Los Armados abren el séquito encabezados por el capitán Manaies. Su presencia y su vestimenta se ha ido adaptando al paso de los años. El año 1936 se destruyen todos los trajes del armados y en 1940 cuando vuelven a participar en la Procesión lucen vestuario nuevo que se ha ido mejorando cada año, poco a poco, hasta la actualidad. El vestuario vigente, ha sido renovado en varias etapas desde el año 2012. Los armados visten ropa blanca con cenefa de cuero, encima una coraza, casco, escudo y muñequera metálicas de tonalidad doradas. Todos los componentes metálicos están trabajados con relieves. En la mano derecha llevan una lanza larga con dos anillas metálicas entre la punta de la lanza y el mango que le da el sonido característico cuando golpea la tierra, y en la mano izquierda llevan un escudo. Las sandalias de piel de media caña y las medias blancas completan su indumentaria. Los cascos lucen una crin roja para los soldados y el capitán, blanca para el signífer y azul para los timbales y trompeta. Todos los miembros de la cohorte romana llevan capa de color roja excepto los tambores y el trompeta que es blanca. El Signífer lleva un estandarte con la inscripción C.I.V.T.TARRACO y COHORS Y AUGUSTA.
2- Bandera Negra de la Real y Venerable Congregación de la Purísima Sangre de Nuestro Señor Jesucristo y matracas. La Congregación dispone de dos banderas, la principal y la negra. Esta última ya consta en los inventarios del siglo XVI . El actual es de 1939 y abre el paso de la procesión. Portada por un congregante se acompaña de las matracas, instrumento antiguo usado en Semana Santa en sustitución de las campanas.
3- “Santa Cena” del gremio de Mareantes. Representa los doce apóstoles sentados alrededor de la mesa; es obra del artesano Emili Solé Carcolé hecha el 1995. Una banda de tambores acompaña a los congregantes vestidos de negro con babero triangular azul marino.
4- "La Oración al Huerto” de la Asociación La Salle muestra el momento de la oración de Jesús. El paso lleva un olivo que se renueva cada año. Los autores son los artistas Messeguer-Ríos de Barcelona que realizaron el misterio el 1942. Una banda de tambores y una banda de música acompaña el paso.
5- “Velad y Orad” de la Asociación Antiguos Alumnos de La Salle. Simboliza el momento en qué Jesús invita a sus discípulos a velar y rogar por él. Claudi Ríes es el autor del grupo escultórico hecho el 1943. Los asociados llevan túnica morada, puños y estola granate, cucurulla morada o gorgera blanca con cinta grana.
6- “Prendimiento de Jesús” de la Cofradía de Pescadores. El paso de 1956 es obra de Jaume Satorras y consta de cinco tallas de madera policromada que representa el momento de la detención de Jesús. Los cofrades llevan túnica y capirote azul gris y faja azul marino y van acompañados de  una banda de tambores.
7- “La Flagelación” de los Aspirantes de la Real y Venerable Congregación de la Purísima Sangre simboliza el momento en qué Jesús es flagelado. La talla de Inocencio Soriano-Montagut, es de 1948. Los aspirantes llevan túnica blanca y estola roja y se acompañan de banda propia.
8- “Cristo del Buen Amor” y “Nuestra Señora de la Amargura con San Juan Evangelista” son los pasos de la Cofradía del Cristo del Buen Amor y Nuestra Señora de la Amargura con San Juan Evangelista. El primer misterio, que representa Jesús coronado de espinas y flagelado es obra de Maria Merced Bessó i Carreras hecho en madera de cedro el 1996. El segundo, que representa la Virgen de la Amargura acompañada por San Juan camino del Calvario es obra de Jesús Méndez Lastrucci realizado en 2006. Es la última cofradía que se ha incorporado a la Procesión. Concurre con una banda de cornetas y tambores y la indumentaria de los cofrades es una túnica blanca y fajé, capa y capuchón de color lila.
9- “El Ecce Homo”, de la Hermandad del mismo nombre fundada entre 1868 y 1871, muestra a Pilatos dirigiéndose a los judíos y presentando Jesús diciendo: “Aquí tenéis el hombre!”. Obra de Emili Solé fue creada el 1994. La indumentaria es negro con capa grana y escapulario blanco, capucha grana o gorgera blanca con cinta grana. El acompañamiento musical corresponde a una banda de tambores y sacos de gemidos.
10- “Jesús de la Pasión” de la Hermandad de nuestro Padre Jesús de la Pasión, entidad fundada el 1940. Muestra Jesús con la cruz al hombro camino del Calvario. Es obra de Jordi Amenós Basora y se estrenó el 2008. La túnica es de terciopelo grana con escapulario y cola penitencial. Los aspirantes llevan túnica blanca y cruz de terciopelo grabado. Una banda de tambores y tarotes acompaña el paso durante su recorrido.
11- El paso de “El Cirineo”, de la Real Hermandad de Jesús de Nazaret, escenifica la primera caída de Jesús a la Vía Dolorosa, mientras Simón de Cirene la ayuda con la cruz y un esclavo lo azota. Es autor Antoni Parera Saurina y fecha de 1930; es de los pocos pasos que se salvó de la Guerra Civil. El paso lo acompañan los aspirantes, que llevan túnica, babero y cola penitenciales negras, y el Coro infantil con túnica negra sin cola y con babero blanco. El segundo paso de “Jesús de Nazaret” denominado también “La Verònica”, muestra el encuentro de Jesús con su madre en el momento en que la Verònica le enjuga el rostro. Es obra del barcelonés Josep Ríos Maestros y fue cincelado el 1907. La imagen de Jesús es de Salvador Martorell Oller y se reconstruyó el 1940. La sección de Marías del Calvario lleva túnica y cola penitencial negras con babero y capucha dorados. El tercer paso de la Hermandad, el grupo escultórico “Jesús es despojado de sus vestiduras” representa el momento en que Jesús es desnudado por un verdugo antes de ser crucificado. Es una obra de Agustí Ballester hecha el 1961. La música que acompaña los pasos está compuesta por un lado de cornetas, tambores y gaitas, un Coro de Aspirantes y Copla de Ministrers. La túnica de los hermanos es negra.
12- La “Cruz de la Pasión” y los Penitentes con los improperios de la Real y Venerable Congregación de la Purísima Sangre de Nuestro Señor Jesucristo, acompaña el paso del “Cristo de la Humillación”. Representa la imagen de Jesús desfalleciendo al peso de la cruz. El paso fue cincelado por Innocenci Soriano-Montagut el 1961. Los congregantes visten túnica y capirote negros haciendo luz a los penitentes que llevan todos y cada uno de los símbolos más representativos de la Pasión. La presencia de penitentes con improperios es tan antigua como la misma procesión y suponen una muestra de penitencia colectiva y pública de la Cuaresma. Todos los improperios son propiedad de la Real y Venerable Congregación de la Purísima Sangre. Los improperios representan los instrumentos de la Pasión, actualmente hacen un total de 185.

13- El “Santo Cristo de la Sangre” -imagen principal de la Procesión del Santo Entierro- pertenece a la Real y Venerable Congregación de la Purísima Sangre de Nuestro Señor Jesucristo. Simboliza a Cristo muerto y crucificado. Es una talla de madera del artista Salvador Martorell Oller, hecha el 1940. La indumentaria de los congregantes es negra con gorgera blanca.
14- “El descendimiento de la Cruz” de la Congregación del Venerado Cuerpo de Jesucristo representa el momento en qué Jesús es bajado de la cruz y entregado a su madre mientras María Magdalena llora. El paso diseñado por Robert Bohigas constaba de siete imágenes, cuatro de las cuales fueron talladas en 1953. Las tres restantes fueron realizadas en 2010 por el escultor Melchor Gutiérrez. Una banda de tambores lo acompaña. La indumentaria de los congregants es negra. La faja, los botones y los guantes son morados.
15- “La Piedad” es el paso del Gremio de Labradores de San Lorenzo y San Isidro, la historia del cual se remonta al siglo XIV . Es la representación del dolor de la Virgen María reciben el cuerpo exànime de su hijo. El artista es Josep M. Martisella, que el 1943 talló la figura siguiendo el diseño de Josep M. Jujol. 
16- “Regreso del Calvario” de la Ilustre Cofradía de San Magí, mártir, de Barcelona (Maginets). La vinculación de la Cofradía con Tarragona es de 1941 aunque su fundación data de 1580. Muestra una madre dolorida acompañada por San Juan, su hermana María y María Magdalena que devuelven del Calvario, camino del Sepulcro de Jesucristo. Datada el 1941 es obra de la artista J. Salvadó y Voltas. Una banda de tambores acompaña los cofrades que van vestidos con túnica negra, fajé, botones y estola grises y gorgera blanca.
17- El “Santo Entierro”del Gremio de Mareantes, gremio que tiene sus orígenes al XIV , es un paso que simboliza el entierro de Jesucristo. Es una obra de 1942 de Salvador Martorell Oller. Una banda de tambores y los agremiats, vestidos de negro y azul marino, acompañan el paso.
18- “El Santo Sepulcro” del Gremio de Labradores de San Lorenzo y San Isidro. Es la imagen más antigua conservada de la Semana Santa tarraconense. Data del siglo XVII  y el autor es anónimo. La urna y peana estrenada el 1942 son de Josep M. Jujol. Una banda de tambores del Gremio marca el paso. Los labradores llevan gorgera blanca y una gran capa, también blanca, con una cruz de Jerusalén roja.
19- “La Soledad” de la Congregación de Señoras de la Virgen María de la Soledad representa la inmensa soledad  de María. Es una talla de madera policromada de 1963, obra de Josep Viladomat y Massanas. Todas las mujeres van con ropa negra. La música por un lado de tambores propia acompaña el silencio de Maria.
20- “Bandera Principal”de la Real y Venerable Congregación de la Purísima Sangre de Nuestro Señor Jesucristo.
21- Excmo. y Rvdm. Sr. Arzobispo de Tarragona, acompañado de los Capitulares.
22- Presidencia de la Real y Venerable Congregación de la Purísima Sangre de Nuestro Señor Jesucristo y Presidente de la Agrupación de Asociaciones de la Semana Santa de Tarragona.
23- Corporación Municipal.
24- Autoridades Provinciales.
25- Banda Unión Musical de #Tarragona. 